# Broken Bells
Broken Bells är ett amerikanskt indierockband grundat av James Mercer från The Shins och Brian Burton aka Danger Mouse, ena halvan av Gnarls Barkley. De båda musikerna träffades på Roskildefestivalen 2004. 2008 började de spela in debutalbumet, det självbetitlade Broken Bells. 2009 släpptes låten The High Road gratis för nedladdning på deras hemsida. Bandets debutalbum släpptes i mars 2010.

## Medlemmar
- James Mercer - sång, gitarr, bas, keyboard
- Brian Burton (Danger Mouse) - keyboard, bas, trummor

## Diskografi
Album
- Broken Bells (2010)
- After the Disco (2014)
- Into the Blue (2022)

EP
- Meyrin Fields (2011)

Singlar
- The High Road (2009)
- The Ghost Inside (2010)
- October (2010)
- Vaporize (2011)
- Holding On for Life (2013)
- After the Disco (2014)
- Perfect World (2014)
- Leave It Alone (2014)
- Control (2014)
- It's That Talk Again (2015)
- Shelter (2018)
- Good Luck (2019)
- We're Not In Orbit Yet... (2022)
- Saturdays (2022)
- Love On The Run (2022)